# Salm-Grumbach
Salm-Grumbach fou un wild i ringraviat del Sacre Imperi Romanogermànic sorgit el 1561 per divisió de la branca de Salm-Dhaun.
El 1668 es va dividir en dues branques (les dues "wild i ringraviat"):
- Salm-Grumbach
- Salm-Rheingrafenstein-Grenzweiler

El 1803 Salm-Grumbach fou annexionat a França. El sobirà va rebre en compensació el principat de Salm-Horstmar.